# Chen Aisen
Chen Aisen (Guangzhou, 22 de outubro de 1995) é um saltador chinês, especialista na plataforma, campeão olímpico. 

## Carreira

### Rio 2016
Chen Aisen representou seu país nos Jogos Olímpicos de Verão de 2016, na qual conquistou uma medalha de ouro, na plataforma sincronizada com Lin Yue. 
No individual voltou a competir na plataforma e conquistar a medalha de ouro.